# Lever de Terre
Lever de Terre (Earthrise en anglais), identifiée et classé sous le code « AS8-14-2383HR » par la NASA, est une photographie prise par William Anders le 24 décembre 1968, durant la mission d'Apollo 8 vers la Lune. Apollo 8, ne s'étant pas posée sur la Lune, était alors en orbite lunaire. La photographie montre la Terre partiellement dans l'ombre, avec au premier plan la surface lunaire, à la manière d'un lever de soleil.

## Histoire

Lever de Terre sur la Lune, tel que vu par l'équipage d'Apollo 13.

La photographie a été prise par William Anders le 24 décembre 1968 vers 75 h 49 min du temps de mission (environ 16 h 40 UTC). 
L'appareil photo utilisé est un Hasselblad 70 mm muni d'un téléobjectif Air Force de 250 mm et doté d'une pellicule 70 mm spéciale développée par Kodak.
Une vidéo de Lever de Terre sur la Lune a été publiée ensuite par la NASA (animation ci-contre).

## Remarque sur la notion de «lever de Terre»
Il convient de rappeler que pour un observateur se trouvant à la surface de la Lune, la Terre reste fixe dans le ciel. Ce n'est donc qu'en tournant autour de la Lune (ou éventuellement en se déplaçant très rapidement à la surface de la Lune) qu'il est possible d'assister à un « lever de Terre ».

## Postérité

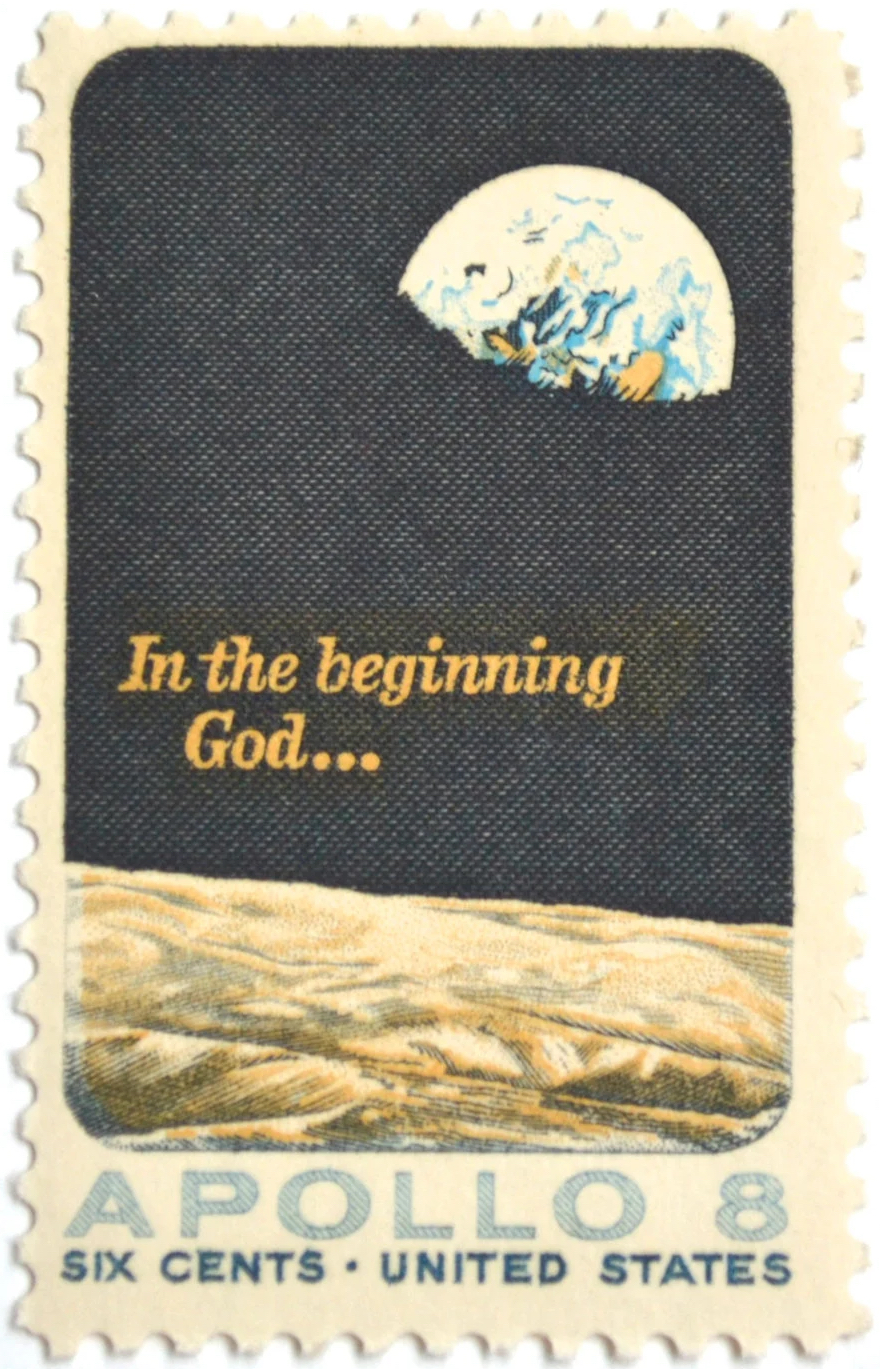
Timbre reprenant la photographie.

En 1969, l'USPS a émis un timbre de six cents (no 1371 au Scott catalogue) rendant hommage à Apollo 8. Le timbre reprend la photographie du lever de Terre, avec les mots « In the beginning God… », en référence à l'épisode durant lequel les membres de l'équipage ont lu, chacun leur tour, un passage de la Genèse, alors qu'ils passaient à la télévision le jour où la photographie a été prise (qui était en effet la veille de Noël).
En 1995, le photographe Galen Rowell a dit de cette image qu'elle était « la photographie environnementale la plus influente jamais prise ».
En 2003, le magazine Life l'a listée parmi les « 100 photographies qui ont changé le monde ». La photographie est choisie pour figurer au centre de la couverture du livre qui publie ce classement.
En 2018, cinquante ans après avoir pris la photo, Anders a observé : « Nous avons fait tout ce chemin pour explorer la Lune, mais le plus important, c'est que nous avons découvert la Terre ».